# Château de Montalbano
Le Château de Montalbano (en italien : Castello di Montalbano), également connu sous le nom de Rocca Tedalda est un château de style médiéval situé à Florence sur la rive droite de l'Arno (ville métropolitaine de Florence) en Toscane.

## Historique
Le premier nom du château de Montalbano était Rocca de' Tedaldi, car il appartenait à la noble famille Tedaldi de Fiesole et avait l'apparence d'une forteresse médiévale typique. 
Dans la seconde moitié du XIXe siècle, il fut acheté par Laudadio Della Ripa, propriétaire de la villa del Loretino (it), à quelques pas du château, qui la rénova entièrement. Au début du XXe siècle), il fut cédé au comte Feliciano Monzani, neveu du secrétaire d'État Cirillo Monzani.
Pendant toute la période du fascisme, le château était un couvent pour des religieuses ex-prostituées, et la chapelle avec clocher dans laquelle la messe était célébrée est toujours présente, a été désacralisée il y a seulement quelques décennies. En outre, le 2 avril 1929, Benito Mussolini et Neville Chamberlain y concluent un accord, à tel point que le hall principal est toujours recouvert du classique sol en terre cuite en damier noir et blanc, exemple typique de l'architecture fasciste.
Pendant la Seconde Guerre mondiale, un camp de concentration pour 60 personnes fut installé à l'intérieur du château de Montalbano. Heureusement, le camp n'a jamais été activé. 
Au début des années 1960, le château de Montalbano fut acheté par le Studio K, l'une des plus importantes maisons de production de la saison Carosello, qui s'y installa après les inondations de 1966. Ici furent réalisées certaines des publicités les plus célèbres de l'époque, comme celle de Fernet-Branca.
Dans les années 1980, cependant, il est devenu le siège de Co.Mark.P., l'agence de publicité qui a importé le mini poney Mio de Hasbro en Italie.
Actuellement dans l'aile droite du château se trouve Misseri Studio (fondé par Francesco Misseri, partenaire et créateur du Studio K dans les années 1960), une marque bien connue  grâce à des séries télévisées pour enfants comme Mio Mao et 'Mofy.
Le corps central et d'autres parties du château ont été récemment transformés en lieu d'hébergement touristique.

## Galerie

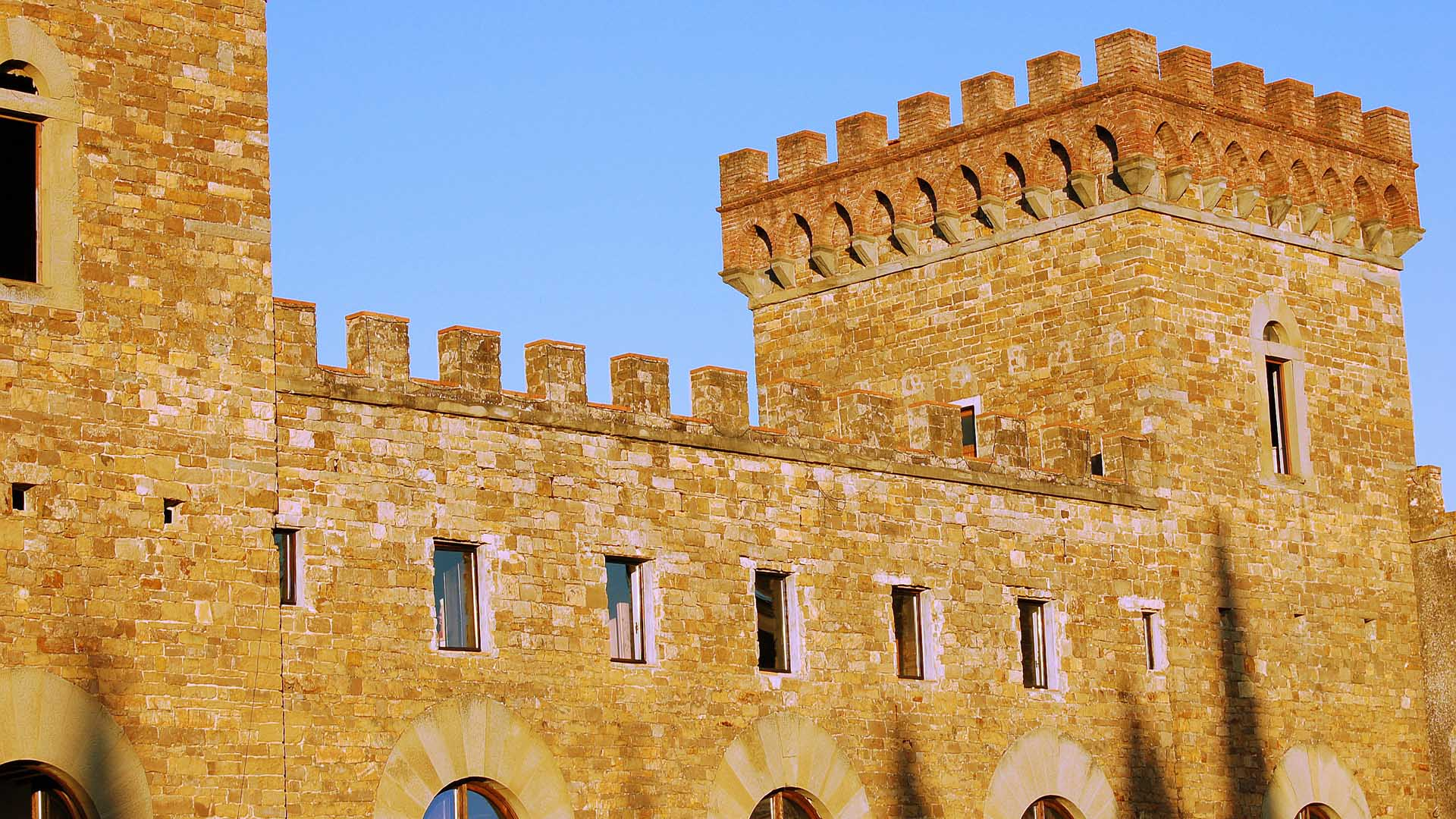